# Constitución paraguaya de 1870
La constitución paraguaya de 1870 fue el primer documento oficial del Paraguay en recibir el nombre de constitución. Fue promulgada el 25 de noviembre del mismo año. Tiene una inspiración liberal basada en las leyes fundamentales de los Estados Unidos, la Argentina y otros países del occidente.
Cuenta con un amplio y comprensivo sistema de derechos y garantías, sin privar por ello al Estado de los medios idóneos para la eficaz atención de los intereses sociales. Bajo su imperio rigieron leyes agrarias, funcionaron el departamento Nacional del Trabajo, el Banco Agrícola del Paraguay y la Oficina de Cambios, luego convertida en Banco de la República.
Esta constitución da un gran reconocimiento al principio de la soberanía popular y organización del gobierno por sistema de separación de poderes. El poder Ejecutivo, el poder Legislativo y el poder Judicial.
- Datos: Q5784772